# 古豐郡
古豐郡（：／ Kophung gun */?） 是朝鮮民主主義人民共和國慈江道西南部的一個郡。忠滿江在西部流經，西有江南山脈，東有崇積山。面積674.665平方公里，2008年人口31,572人。下分1邑、11里。
1952年自楚山郡設郡。